# Jerzy Myszor
Jerzy Myszor (ur. 11 maja 1950 w Chełmie Śląskim) – polski duchowny katolicki, prałat, prof. dr hab. nauk humanistycznych w zakresie historii nowożytnej i współczesnej. Zajmuje się m.in. historią Kościoła na Śląsku oraz stosunkami Państwo-Kościół po II wojnie światowej. Doktor teologii. Brat ks. prof. Wincentego Myszora.

## Życiorys
Święcenia otrzymał 27 marca 1975 w archikatedrze Chrystusa Króla w Katowicach.
Od 2000 jest przewodniczącym Kolegium Redakcyjnego „Śląskich Studiów Historyczno-Teologicznych”. Sędzia diecezjalny, cenzor książek, członek redakcji periodyku Materiały i Studia z Dziejów Śląska. W 2006 został powołany na członka Komisji Historycznej przy Konferencji Episkopatu Polski, która ma zbadać działalność księży współpracujących z PRL-owską Służbą Bezpieczeństwa w latach 1949-1989. Pełni funkcję kierownika zakładu Teologii Patrystycznej i Historii Kościoła na Wydziale Teologicznym Uniwersytetu Śląskiego w Katowicach, jest także członkiem Rady tegoż wydziału.

## Wybrane publikacje
- Stosunki Kościół–państwo okupacyjne w diecezji katowickiej 1939–1945 (wyd. Katowice 1992),
- Historia diecezji katowickiej (wyd. Katowice 1999),
- Ks. August Hlond: "Kilka uwag w sprawie elekcji biskupstwa na Śląsku". Przyczynek do genezy diecezji katowickiej,
- Kościoły i związki wyznaniowe a konflikt polsko-niemiecki na Górnym Śląsku w latach 1919-1921 (wyd. Bytom 2005),
- redaktor Leksykonu duchowieństwa represjonowanego w PRL w latach 1945–1989. Pomordowani – więzieni – wygnani, t. 1–3 (wyd. Warszawa 2002–2006)[2],
- Pielgrzymki śląskie do Ziemi Świętej w latach 1840–1914 (wyd. Katowice 2017).